# Phoenicopterus croizeti
Phoenicopterus croizeti je izumrla prapovijesna vrsta ptice iz reda plamenaca. Živjela je u razdobljima srednjeg oligocena i srednjeg miocena. Obitavala je u središnjoj Europi. Po izgledu je vjerojatno dosta nalikovala ružičastom plamencu.